# Tour du Haut-Var 2000
Il Tour du Haut-Var 2000, trentaduesima edizione della corsa e valida come evento del circuito UCI categoria 1.2, si svolse il 19 febbraio 2000, su un percorso di circa 201 km. Fu vinto dall'italiano Daniele Nardello che terminò la gara con il tempo di 5h13'10", alla media di 38,51 km/h.
Al traguardo 78 ciclisti portarono a termine il percorso.

## Ordine d'arrivo (Top 10)
| Pos. | Corridore         | Squadra       | Tempo    |
| ---- | ----------------- | ------------- | -------- |
| 1    | Daniele Nardello  | Mapei         | 5h13'10" |
| 2    | Andrej Kivilëv    | AG2R Prév.    | a 2"     |
| 3    | Davide Rebellin   | Liquigas      | a 57"    |
| 4    | Francisco Cabello | Kelme         | s.t.     |
| 5    | Axel Merckx       | Mapei         | s.t.     |
| 6    | Bo Hamburger      | Memory Card   | s.t.     |
| 7    | Tadej Valjavec    | Fassa Bortolo | a 1'02"  |
| 8    | Emmanuel Magnien  | F. des Jeux   | a 1'22"  |
| 9    | Tristan Hoffman   | Memory Card   | s.t.     |
| 10   | Frédéric Bessy    | Jean Delatour | s.t.     |